# Lecce
Lecce er en by i regionen Apulien  i Syditalien. Den er hovedstad i provinsen af samme navn.
Lecce kaldes ofte "Barokkens Firenze": Hvor Firenze er kendt som en enestående renæssanceby, er Lecce kendt for imponerende bygninger i barokstil. Området, hvor Lecce ligger, hedder  Salento. Det er kendt for industri og landbrug med olivenolie, vin (Salento Salieri) og keramik.
Lecce er berømt for "tufo", den bløde, gule kalksten, der anvendes til byggeri og skulpturer i området.

## Historie
På det sted, hvor Lecce ligger, lå en græsk by, som blev erobret af romerne i det 3. århundrede f. Kr. Den fik navnet Lupiae. Under kejser Hadrian blev byen i det 2. århundrede flyttet 3 km mod NØ og fik teater, amfiteater og en port (nu San Cataldo), der marker, at her sluttede via Appia: vejen fra Rom gennem Syditalien. 
Efter det vestromerske riges fald blev Lecce plyndret af goterne, men hørte fra år 549 til det Byzantinske rige i 500 år. Byen blev i det 11. århundrede erobret af normannerne, der blev afløst af de tyske Hohenstaufer og de franske anjouer. Fra 1463 kom byen direkte under 
kongeriget Sicilien og nu begyndte en opblomstring, der gjorde byen til en af de vigtigste i Syditalien, og som gav sig udslag i et omfattende byggeri i barokstil.
Byen var nu konstant truet af det Osmanniske rige på den anden side af Adriaterhavet, så der blev bygget nye mure og fæstningsanlæg. Den borg, der blev bygget under kejser Karl V, ligger der endnu. 
I 1656 udbrød der pest i byen, og sygdommen kostede tusindvis af menneskeliv. 
Lecce er i dag en levende universitetsby, præget af unge mennesker og mange kulturelle aktiviteter.

## Seværdigheder
Lecce er kendt for sine vigtige barok-monumenter. 

### Kirker og andre religiøse bygninger
- Den mest betydningsfulde er Santa Croce Katedralen. Den blev påbegyndt i 1353, men arbejdet gik i stå og blev først genoptaget i 1549 og afsluttet i 1695. Kirken har en rigt dekoreret facade med søjler, dyr, groteske figurer og planter. Den har et stort rosevindue. Ved siden af kirken ligger et regeringspalæ, der tidligere var kloster.
- Domkirken i Lecce blev bygget i 1144, og i 1659-70 blev den totalt ombygget i barokstil. Den er  bemærkelsesværdig pga. det 70 m høje klokketårn. Domkirkepladsen er på de tre sider omgivet af store palæer.
- Kirken San Niccolò og Cataldo er et eksempel på italiensk-normannisk arkitektur. Den blev grundlagt af kong Tancred i 1180. I 1716 blev facaden ombygget, men den oprindelige portal eksisterer stadig.
- Det Celestinske kloster har barok-dekorationer af Giuseppe Zimbalo. Gårdspladsen er tegnet af Gabriele Riccardi.
- Santa Chiara kirken (1429-1438) er ombygget i 1687

### Andre bygninger
- Det romerske amfiteater ved Sant'Oronzo-pladsen er fra det 2. århundrede . Det kunne rumme flere end 25.000. Det er kun delvist tilgængeligt, fordi der senere er bygget til.
- Søjlen med statuen af Lecces skytshelgen Sankt Oronzo  blev skænket af byen Brindisi, fordi Sankt Oronzo ifølge legenden kurerede pesten i byen. Søjlen er vigtig, fordi den i romersk tid var den ene af søjlerne i Brindisi, der markerede, hvor Via Appia sluttede.
- Sedile er en stor bygning fra 1592, der blev anvendt af bystyret til 1852.
- Karl den 5.'s borg blev bygget 1539-49 af Gian Giacomo dell'Acaja. Den er nu forbundet med operahuset Politeama Greco, der blev indviet 15. november 1884.

## Sport
Lecce er hjemsted for fodboldklubben U.S. Lecce, der spiller i Lega Pro Prima Divisione.

## Kendte bysbørn
- Franco Causio (født 1949), fodboldspiller, verdensmester 1982
- Ennio de Giorgi (1928-1996), matematiker
- Cloe Elmo (1910-1962), operasanger
- Marco Materazzi (født 1973), fodboldspiller, verdensmester 2006
- Tito Schipa (1888-1965), tenor

## Venskabsbyer
- Murcia, Spanien (siden 2002)
- Skopje, Makedonien (siden 2005)
- Ostrów Wielkopolski, Polen (siden 2006)